# プロジェクト・パーン
プロジェクト・パーン（project paaan）は、埼玉県さいたま市に本部を置く、日本の芸能事務所である。

## 所属俳優
- 麻見順子
- 小山田織音
- なついえりか
- 山田優弥